# Liste der denkmalgeschützten Objekte in Litschau
Die Liste der denkmalgeschützten Objekte in Litschau enthält die 20 denkmalgeschützten, unbeweglichen Objekte der Gemeinde Litschau.

## Denkmäler
| Foto |                 | Denkmal                                                                    | Standort                                         | Beschreibung | Metadaten |
| ---- | --------------- | -------------------------------------------------------------------------- | ------------------------------------------------ | --- | --- |
| ja   | Datei hochladen | Ortskapelle HERIS-ID: 11356 Objekt-ID: 7442                                | Standort KG: Gopprechts                          | Die Kapelle ist am Türsturz mit der Jahreszahl 1770 bezeichnet und besitzt einen barocken Säulenaltar. | BDA-Hist.: Q38097919 Status: § 2a Stand der BDA-Liste: 2025-06-30 Name: Ortskapelle GstNr.: 391/1                                                                            |
| ja   | Datei hochladen | Figurenbildstock hl. Johannes Nepomuk HERIS-ID: 11357 Objekt-ID: 7443      | Standort KG: Hörmanns                            | Die Steinfigur stammt aus der Mitte des 18. Jahrhunderts. | BDA-Hist.: Q38097956 Status: § 2a Stand der BDA-Liste: 2025-06-30 Name: Figurenbildstock hl. Johannes Nepomuk GstNr.: 723/1 Statue of John of Nepomuk, Hörmanns bei Litschau |
| ja   | Datei hochladen | Ehem. Brauerei mit Nebengebäude HERIS-ID: 11355 Objekt-ID: 7441seit 2019   | Hörmanns 1 Standort KG: Hörmanns                 | | BDA-Hist.: Q105639551 Status: Bescheid Stand der BDA-Liste: 2025-06-30 Name: Ehem. Brauerei mit Nebengebäude GstNr.: 404, 405, 403/1 Brauerei Hörmanns                       |
| ja   | Datei hochladen | Schule HERIS-ID: 11351 Objekt-ID: 7436                                     | Hörmannser Straße 2 Standort KG: Litschau        | Das Gebäude im Secessionsstil wurde von 1910 bis 1911 erbaut und erhielt 1962 einen Zubau. | BDA-Hist.: Q38097751 Status: § 2a Stand der BDA-Liste: 2025-06-30 Name: Schule GstNr.: 515                                                                                   |
| ja   | Datei hochladen | Altes Schloss HERIS-ID: 11370 Objekt-ID: 7456                              | Schlossweg 2 Standort KG: Litschau               | Die gotische Spornburg wurde bis ins 18. Jahrhundert mehrfach umgebaut. Nachdem sie im 19. Jahrhundert zerfiel, wurde sie von 1888 bis ungefähr 1910 wieder aufgebaut.                                        | BDA-Hist.: Q28740060 Status: Bescheid Stand der BDA-Liste: 2025-06-30 Name: Altes Schloss GstNr.: 1487, 1488 Altes Schloss (Litschau)                                        |
| ja   | Datei hochladen | Jagdschloss/Neues Schloss HERIS-ID: 11369 Objekt-ID: 7455                  | Schlossweg 4 Standort KG: Litschau               | Der damalige Grundherr Christian August von Seilern ließ das Anfang des 18. Jahrhunderts erbaute barocke Schloss um 1793 als Wohnschloss umbauten.                                                            | BDA-Hist.: Q38098598 Status: Bescheid Stand der BDA-Liste: 2025-06-30 Name: Jagdschloss/Neues Schloss GstNr.: 1490/1 Neues Schloss (Litschau)                                |
| ja   | Datei hochladen | Persönlichkeitsdenkmal Kaiser Franz Joseph HERIS-ID: 11350 Objekt-ID: 7435 | Stadtplatz Standort KG: Litschau                 | Die Büste stammt aus dem Jahr 1898. | BDA-Hist.: Q38097734 Status: § 2a Stand der BDA-Liste: 2025-06-30 Name: Persönlichkeitsdenkmal Kaiser Franz Joseph GstNr.: 1899/1 Kaiser-Franz-Joseph-Denkmal (Litschau)     |
| ja   | Datei hochladen | Pranger HERIS-ID: 11361 Objekt-ID: 7447                                    | Stadtplatz Standort KG: Litschau                 | Der Pranger ist mit der Jahreszahl 1688 bezeichnet. | BDA-Hist.: Q38098173 Status: § 2a Stand der BDA-Liste: 2025-06-30 Name: Pranger GstNr.: 1899/4 Pranger (Litschau)                                                            |
| ja   | Datei hochladen | Pfarrhof HERIS-ID: 11358 Objekt-ID: 7444                                   | Stadtplatz 29 Standort KG: Litschau              | Der Pfarrhof wurde 1838 erbaut. | BDA-Hist.: Q38098002 Status: § 2a Stand der BDA-Liste: 2025-06-30 Name: Pfarrhof GstNr.: 42/1, 43 Pfarrhof Litschau                                                          |
| ja   | Datei hochladen | Kath. Pfarrkirche hl. Michael HERIS-ID: 11371 Objekt-ID: 7457              | Stadtplatz Standort KG: Litschau                 | Die urkundlich erstmals 1233 erwähnte spätgotische Hallenkirche wurde 1685 barockisiert. Bei von 1898 bis 1901 erfolgten Renovierung erhielt sie eine neugotische Innenausstattung des Bildhauers Hans Greil. | BDA-Hist.: Q20804355 Status: § 2a Stand der BDA-Liste: 2025-06-30 Name: Kath. Pfarrkirche hl. Michael GstNr.: 118 Litschau Parish Church                                     |
| ja   | Datei hochladen | Straßenbrücke HERIS-ID: 11368 Objekt-ID: 7454                              | Gmünder Straße 1, bei Standort KG: Litschau      | Auf der Straßenbrücke über den Reißbach befinden sich eine Johannes-Nepomuk-Statue aus dem Jahr 1737 und eine Steinfigurengruppe mit den Heiligen Anna und Maria aus dem Jahr 1774.                           | BDA-Hist.: Q38098566 Status: Bescheid Stand der BDA-Liste: 2025-06-30 Name: Straßenbrücke GstNr.: 1908/2, 1943/1, 1471/1 Straßenbrücke (L63, Litschau)                       |
| ja   | Datei hochladen | Hügelgräberfeld Hauslüss HERIS-ID: 34864 Objekt-ID: 33307                  | Reichenbach 20, östlich Standort KG: Reichenbach | | BDA-Hist.: Q37960571 Status: Bescheid Stand der BDA-Liste: 2025-06-30 Name: Hügelgräberfeld Hauslüss GstNr.: 218                                                             |
| ja   | Datei hochladen | Bildstock HERIS-ID: 11349 Objekt-ID: 7434                                  | Standort KG: Reitzenschlag                       | Der Tabernakel-Bildstock ist mit der Jahreszahl 1347 bezeichnet. Er gilt als der älteste datierte Bildstock Niederösterreichs.                                                                                | BDA-Hist.: Q38097688 Status: § 2a Stand der BDA-Liste: 2025-06-30 Name: Bildstock GstNr.: 992/1                                                                              |
| ja   | Datei hochladen | Haarstube HERIS-ID: 11367 Objekt-ID: 7453                                  | Saaß 17 Standort KG: Saaß                        | In Haarstuben wurde Flachs getrocknet und gebrochen. Die Balkendecke des Holzblockbaus ist mit der Jahreszahl 1820 bezeichnet.                                                                                | BDA-Hist.: Q38098551 Status: Bescheid Stand der BDA-Liste: 2025-06-30 Name: Haarstube GstNr.: 375                                                                            |
| ja   | Datei hochladen | Ortskapelle hl. Peter HERIS-ID: 11362 Objekt-ID: 7448                      | Saaß Standort KG: Saaß                           | Die Kapelle wurde Ende des 18. Jahrhunderts oder Anfang des 19. Jahrhunderts erbaut. | BDA-Hist.: Q38098268 Status: § 2a Stand der BDA-Liste: 2025-06-30 Name: Ortskapelle hl. Peter GstNr.: 257 Ortskapelle Saaß                                                   |
| ja   | Datei hochladen | Ortskapelle HERIS-ID: 11363 Objekt-ID: 7449                                | Schandachen Standort KG: Schandachen             | Die neugotische Kapelle wurde 1893 erbaut. | BDA-Hist.: Q38098348 Status: § 2a Stand der BDA-Liste: 2025-06-30 Name: Ortskapelle GstNr.: 27/1                                                                             |
| ja   | Datei hochladen | Haarstube HERIS-ID: 11366 Objekt-ID: 7452                                  | Schandachen 2 Standort KG: Schandachen           | Die Haarstube ist mit der Jahreszahl 1865 bezeichnet. | BDA-Hist.: Q38098485 Status: Bescheid Stand der BDA-Liste: 2025-06-30 Name: Haarstube GstNr.: 37/2                                                                           |
| ja   | Datei hochladen | Glockenturm HERIS-ID: 11372 Objekt-ID: 7458                                | bei Josefsthal 1 Standort KG: Schlag             | Dem hölzernen Glockenturm ist eine Kapelle angeschlossen. | BDA-Hist.: Q38098680 Status: Bescheid Stand der BDA-Liste: 2025-06-30 Name: Glockenturm GstNr.: 377/1                                                                        |
| ja   | Datei hochladen | Wohnhaus ehem. Haarstube HERIS-ID: 11365 Objekt-ID: 7451                   | Schlag 5a Standort KG: Schlag                    | Die Haarstube wurde im 19. Jahrhundert erbaut. | BDA-Hist.: Q38098465 Status: Bescheid Stand der BDA-Liste: 2025-06-30 Name: Wohnhaus sog. Haarstube GstNr.: 111                                                              |
| ja   | Datei hochladen | Haarstube HERIS-ID: 11364 Objekt-ID: 7450                                  | Schönau 45 Standort KG: Schönau                  | Die Haarstube wurde vermutlich im 19. Jahrhundert erbaut. | BDA-Hist.: Q38098426 Status: Bescheid Stand der BDA-Liste: 2025-06-30 Name: Haarstube GstNr.: 428                                                                            |